# Disastro ferroviario di Guadalajara
Il disastro del treno di Guadalajara avvenne intorno al 22 gennaio 1915 in Messico, e uccise oltre 600 persone. 
La rivoluzione messicana era in pieno svolgimento nel 1915. Dopo l'assassinio di Francisco Madero due anni prima, la presidenza del paese fu affidata al generale Victoriano Huerta, ma le forze rivoluzionarie, guidate da Venustiano Carranza e Pancho Villa, rovesciarono il governo e Carranza divenne presidente nel 1914. Tuttavia Villa volle proseguire con i suoi piani rivoluzionari e ne conseguì così una lotta armata. Il 18 gennaio 1915 le truppe di Carranza assediarono la città di Guadalajara, nel sud-ovest del Messico. Successivamente ordinò che le famiglie delle sue truppe fossero immediatamente trasportate in treno da Colima, sulla costa del Pacifico, alla sua roccaforte appena conquistata. 
Intorno al 22 gennaio 1915, un treno speciale di 20 carrozze lasciò Colima. I vagoni erano talmente colmi di gente che molte persone si aggrappavano persino sui tetti e alle ruote. Da qualche parte tra Colima e Guadalajara, il macchinista perse il controllo su una lunga e ripida discesa. Mentre il treno prendeva velocità, molte persone furono scaraventate fuori dal treno mentre affrontava una serie di curve ad una velocità ormai fuori controllo. Infine l'intero treno precipitò giù dai binari, cadendo su di un profondo canyon. Solo 300 dei 900 passeggeri a bordo sopravvissero all'impatto. Alcuni membri delle truppe di Carranza, gli indiani Yaqui, si suicidarono quando vennero a sapere della morte delle loro famiglie. Altri invece giurarono di vendicarsi contro il personale del treno, ma anche questi ultimi rimasero tutti vittime dell'incidente. 
La tragedia rimane ancora oggi l'incidente ferroviario più grave nella storia del Nord America per numero di morti, nonché uno dei più gravi del mondo.